# كورديان الثاني
گورديان الثاني (192 - 238) بالإنجليزية Gordian II أو ماركوس أنطونيوس گورديانوس سيمبرونيانوس رومانوس أفريكانوس ، هو إمبراطور روماني تولى عرش الإمبراطورية الرومانية في خلال سنة 238.

## النشأة
ولد الإمبراطور گورديان الثاني لوالده الإمبراطور جورديان الأول في سنة 192 وكانت والدته في الغالي هي حفيدة القنصل اليوناني السوفيتي هيروديس أتيكوس. وكانت أخته هي أنطونيا گورديانا والده الإمبراطور گورديان الثالث.

## وصلات خارجية
- Gordian II coinage